# Buseholmen
Buseholmen est une île norvégienne du comté de Hordaland appartenant administrativement à Kolbeinsvik.

## Description
Rocheuse et couverte d'une légère végétation, elle s'étend sur environ 958 m de longueur pour une largeur approximative de 578 m. 